# Мінамото но Йорінобу
Мінамото но Йорінобу (яп. 源頼信, みなもと の よりのぶ; 21 грудня 968 — 1 червня 1048) — японський самурайський військовик періоду Хей'ан. Голова роду Мінамото у 1021–1048 роках.

## Життєпис
Походив з аристократичного роду Мінамото. Син Мінамото но Міцунака. Народився у провінції Каваті (частина сучасної префектури Осака). У 987 році поступив на службу до імператорського війська. У 993 році разом із своїм старшим братом Йоріміцу служив роду Фудзівара — спочатку Фудзівара но Мітікане, канпаку (регентам) імператорів. У 1023 році успадкував посаду чіньюфу-шьогуна, яка була вільною після смерті Мінамото но Йоріміцу 1021 року.
Призначається регентом Фудзівара но Мітінага губернатором провінцій Ісе та Кай. У 1030–1031 роках в провінції Канто придушив повстання феодала Тайра но Тадацуне. У 1047 році повертається до провінції Каваті. Помер тут у 1048 році.